# Snabbeldorp
Snabbeldorp is een buurtschap ten noordwesten van Zoutelande in de gemeente Veere, in de Nederlandse provincie Zeeland. Het ligt tegen het recreatiepark Het Kustlicht aan en wordt niet vermeld in topografische atlassen. De buurtschap heeft geen plaatsnaamborden. Snabbeldorp werd in 2008 en in 2012 even aan de vergetelheid ontrukt door artikelen in de PZC. In 2012 was de publicatie van de zogenaamde Rode lijst van bedreigde plaatsen in Nederland, waarop de naam van Snabbeldorp prijkt, de aanleiding voor het artikel in de PZC. De Encyclopedie van Zeeland vermeldt de lijst, evenals de Chromo-Topografische Kaart van het Koninkrijk der Nederlanden (1955-1965). Heden ten dage staan er nog een paar huizen en boerderijen in het plaatsje. Ter plaatse is de enige verwijzing naar de naam Snabbeldorp te vinden op een schuurtje van een boerderij. De buurtschap kent twee wegen: de Westkapelseweg en de Melsesweg.
Steden: Domburg · Veere · Westkapelle

Dorpen: Aagtekerke · Biggekerke · Dishoek · Gapinge · Grijpskerke · Koudekerke · Meliskerke · Oostkapelle · Serooskerke · Vrouwenpolder · Zoutelande

Buurtschappen: Boudewijnskerke · Buttinge · Groot Valkenisse · Hoogelande · Krommenhoeke · Mariekerke · Molembaix · Molenperk · Pitteperk · Poppendamme · Schellach (deels) · Sint-Jan ten Heere · Sint Janskerke

(Voormalige) gehuchten: Geldtienden · Klein Valkenisse · Poppekerke · Rijnsburg · Snabbeldorp · Werendijke · Woitkensdorp · Zanddijk

Zeeland: Steden en dorpen in Zeeland      Nederland: Provincies · Gemeenten